# Kevin Lynch (baloncestista)
Kevin Joseph Lynch (Bloomington, Minnesota, 24 de diciembre de 1968) es un exjugador de baloncesto estadounidense que jugó dos temporadas en la NBA, además de hacerlo en la ACB y en la Bundesliga. Con 1,96 metros de estatura, lo hacía en la posición de escolta. Actualmente es comentarista de radio de los partidos de los Minnesota Timberwolves.

## Trayectoria deportiva

### Universidad
Jugó durante cuatro temporadas con los Golden Gophers de la Universidad de Minnesota, en las que promedió 11,4 puntos, 3,1 rebotes y 2,5 asistencias por partido. En su última temporada fue incluido en el segundo mejor quinteto de la Big Ten Conference, tras promediar 18,1 puntos y 4,3 rebotes por encuentro.

### Profesional
Fue elegido en la vigésimo octava posición del Draft de la NBA de 1991 por Charlotte Hornets, con los que en su primera temporada promedió 4,1 puntos y 1,5 rebotes por partido. Al año siguiente firmó un contrato multianual con el equipo, pero su papel en el equipo disminuyó, acabando la temporada con 2,2 puntos por partido, siendo despedido al final de la misma.
Jugó una temporada en la CBA, hasta que en los playoffs de la liga ACB fichó por el Saski Baskonia para sustituir al lesionado Velimir Perasovic. Disputó únicamente tres partidos, en los que promedió 5,6 puntos y 1,1 rebotes.
Al año siguiente fichó por el Pamesa Valencia reemplazando a Rod Mason en el mes de marzo. Disputó tres partidos de liga regular y cuatro más de playoffs, promediando en total 22,1 puntos y 3,2 rebotes por partido.
En 1995 se marchó a jugar a la liga alemana, fichando primero por el Gießen 46ers, donde permaneció una temporada, y posteriormente por el Brose Baskets, donde jugó tres años más.

## Estadísticas de su carrera en la NBA

### Temporada regular
| Temporada | Edad | Equipo            | Liga | Pos. | P  | TIT | MIN  | TC  | TCA | %TC  | 3P  | 3PA | %3P  | 2P  | 2PA | %2P  | TL  | TLA | %TL  | R.OF. | R.DEF. | REB | ASIS | ROB | TAP | PER | FP  | PTS |
| 1991-92   | 23   | Charlotte Hornets | NBA  | SG   | 55 | 3   | 14.9 | 1.7 | 4.1 | .417 | 0.1 | 0.1 | .375 | 1.6 | 3.9 | .419 | 0.6 | 0.8 | .761 | 0.5   | 1.0    | 1.5 | 1.5  | 0.7 | 0.2 | 0.8 | 1.9 | 4.1 |
| 1992-93   | 24   | Charlotte Hornets | NBA  | SG   | 40 | 8   | 8.1  | 0.8 | 1.5 | .508 | 0.0 | 0.0 | .000 | 0.8 | 1.5 | .517 | 0.7 | 1.0 | .684 | 0.3   | 0.6    | 0.9 | 0.6  | 0.3 | 0.2 | 0.6 | 1.1 | 2.2 |
| Total     |      |                   | NBA  |      | 95 | 11  | 12.0 | 1.3 | 3.0 | .436 | 0.0 | 0.1 | .333 | 1.3 | 2.9 | .440 | 0.6 | 0.9 | .726 | 0.4   | 0.8    | 1.3 | 1.1  | 0.5 | 0.2 | 0.7 | 1.6 | 3.3 |

### Playoffs
| Temporada | Edad | Equipo            | Liga | Pos. | P | TIT | MIN | TC  | TCA | %TC | 3P  | 3PA | %3P | 2P  | 2PA | %2P | TL  | TLA | %TL | R.OF. | R.DEF. | REB | ASIS | ROB | TAP | PER | FP  | PTS |
| 1992-93   | 24   | Charlotte Hornets | NBA  | SG   | 1 | 0   | 3.0 | 0.0 | 0.0 |     | 0.0 | 0.0 |     | 0.0 | 0.0 |     | 0.0 | 0.0 |     | 0.0   | 0.0    | 0.0 | 1.0  | 0.0 | 0.0 | 0.0 | 0.0 | 0.0 |
| Total     |      |                   | NBA  |      | 1 | 0   | 3.0 | 0.0 | 0.0 |     | 0.0 | 0.0 |     | 0.0 | 0.0 |     | 0.0 | 0.0 |     | 0.0   | 0.0    | 0.0 | 1.0  | 0.0 | 0.0 | 0.0 | 0.0 | 0.0 |